# John Paesano
John Paesano (Detroit, 2 luglio 1977) è un compositore e arrangiatore statunitense.
Ha composto musiche per film, serie televisive e videogiochi.

## Filmografia parziale

### Cinema
- Another Cinderella Story, regia di Damon Santostefano (2008)
- Superman/Batman: Apocalypse - film d'animazione, regia di Lauren Montgomery (2010)
- S.W.A.T. - Squadra speciale anticrimine 2 (S.W.A.T. Firefight), regia di Benny Boom (2011)
- Il tempo di vincere (When the Games Stands Tall), regia di Thomas Carter (2014)
- Maze Runner - Il labirinto (The Maze Runner), regia di Wes Ball (2014)
- Maze Runner - La fuga (Maze Runner: The Scorch Trials) , regia di Wes Ball (2015)
- All Eyez on Me, regia di Benny Boom (2017)
- Gli eroi del Natale (The Star: The Story of the First Christmas) - film d'animazione, regia di Timothy Reckart (2017)
- Maze Runner - La rivelazione (Maze Runner: The Death Cure), regia di Wes Ball (2018)
- Tesla, regia di Michael Almereyda (2020)
- The Secret - Le verità nascoste (The Secrets We Keep), regia di Yuval Adler (2020)
- Diario di una schiappa (Diary of a Wimpy Kid), regia di Swinton Scott (2021)
- Un'altra scatenata dozzina (Cheaper by the Dozen), regia di Gail Lerner (2022)
- Il regno del pianeta delle scimmie (Kingdom of the Planet of the Apes), regia di Wes Ball (2024)

### Televisione
- Dragons – serie animata, 40 episodi (2012-2014)
- Crisis – serie TV, 13 episodi (2014)
- Daredevil – serie TV, 39 episodi (2015-2018)
- The Defenders – miniserie TV, 8 puntate (2017)
- Salvation – serie TV, 25 episodi (2017-2018)
- Truth Be Told – serie TV, 26 episodi (2019-2023)
- Streghe (Charmed) – serie TV, 7 episodi (2019-2022)
- Diavoli (Devils) – serie TV, 18 episodi (2020-2022)
- Penny Dreadful: City of Angels – serie TV, 8 episodi (2020)
- The Hot Zone - Area di contagio (The Hot Zone) – serie TV, 6 episodi (2021)
- Leonardo – serie TV, 8 episodi (2021)
- Invincible – serie animata, 8 episodi (2021)

## Videogiochi
- Mass Effect: Andromeda (2017)
- Gran Turismo Sport (2017)
- Detroit: Become Human (2018)
- Spider-Man (2018)
- Spider-Man: Miles Morales (2020)
- Spider-Man 2 (2023)

## Premi
- Annie Awards - vinto nel 2013 per Dragons, episodio A ognuno il suo drago.[1]
- Public Choice Award - vinto nel 2015 per Maze Runner - Il labirinto.[2]
- BAFTA Games Award - vinto nel 2021 per Spider-Man: Miles Morales, in collaborazione con Scott Hanau e Alex Hackford.[3]